# Diòcesi de Vibiana
La diòcesi de Vibiana (en llatí: Dioecesis Vibianensis) és una seu suprimida i seu titular de l'Església Catòlica.

## Història
Vibiana, a l'actual Tunísia, és una antiga seu episcopal de la província romana de Bizacena.
L'únic bisbe conegut d'aquesta seu és Donacià qui, segons el testimoni de Víctor de Vita, patí la persecució a l'època del rei vàndal Huneric.
Actualment Vibiana sobreviu com a seu episcopal titular; l'actual arquebisbe, a títol personal, és Eliseo Antonio Ariotti, nunci apostòlic a Paraguai.

## Cronologia de bisbes
- Donacià † (a l'època d'Huneric)

## Cronologia de bisbes titulars
- Angelo Palmas † (17 de juny de 1964 - 9 de juny de 2003)
- Eliseo Antonio Ariotti, des del 17 de juliol de 2003